# Tu-134

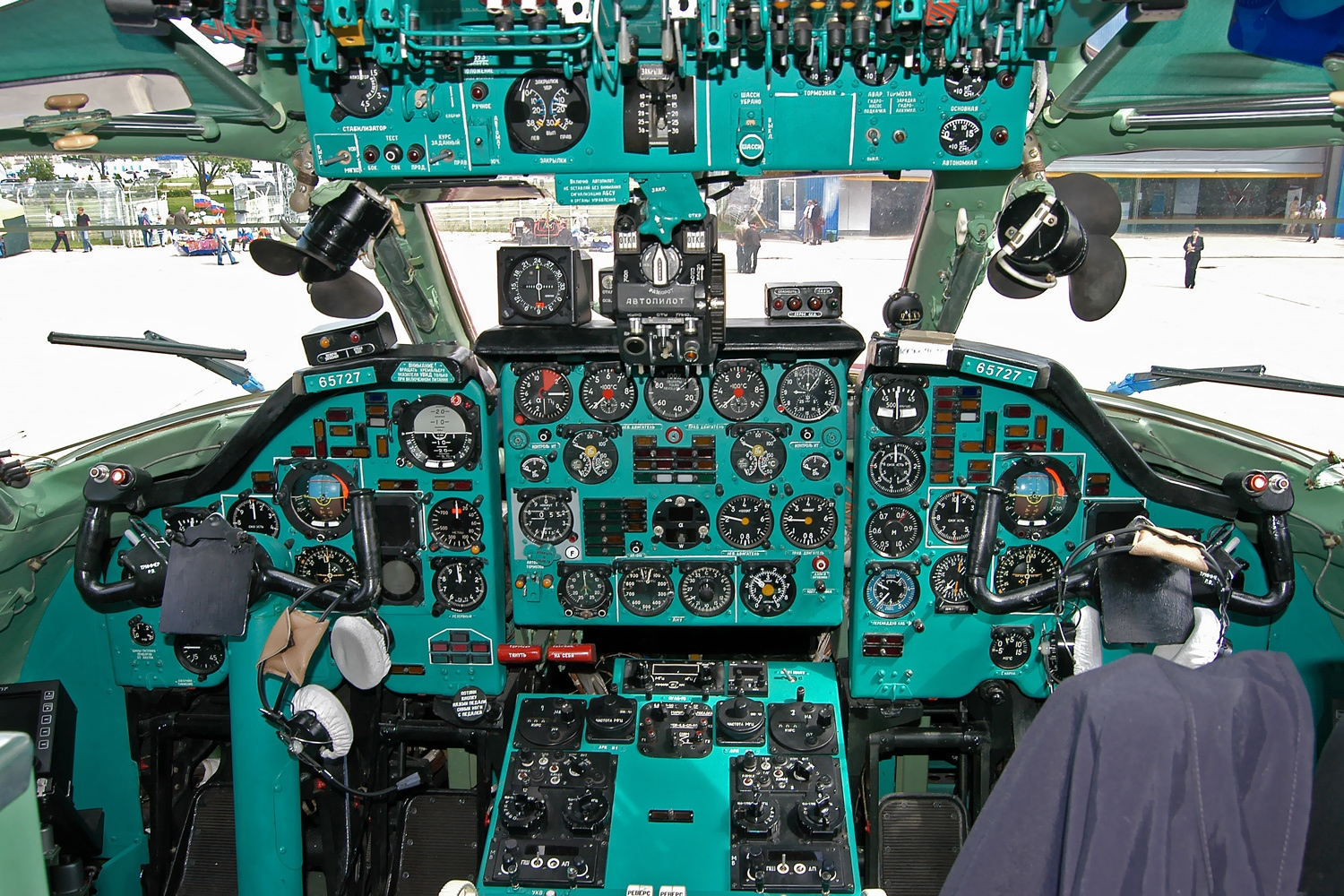
Kokpit nowszej wersji Tu-134 bez przeszklonego nosa

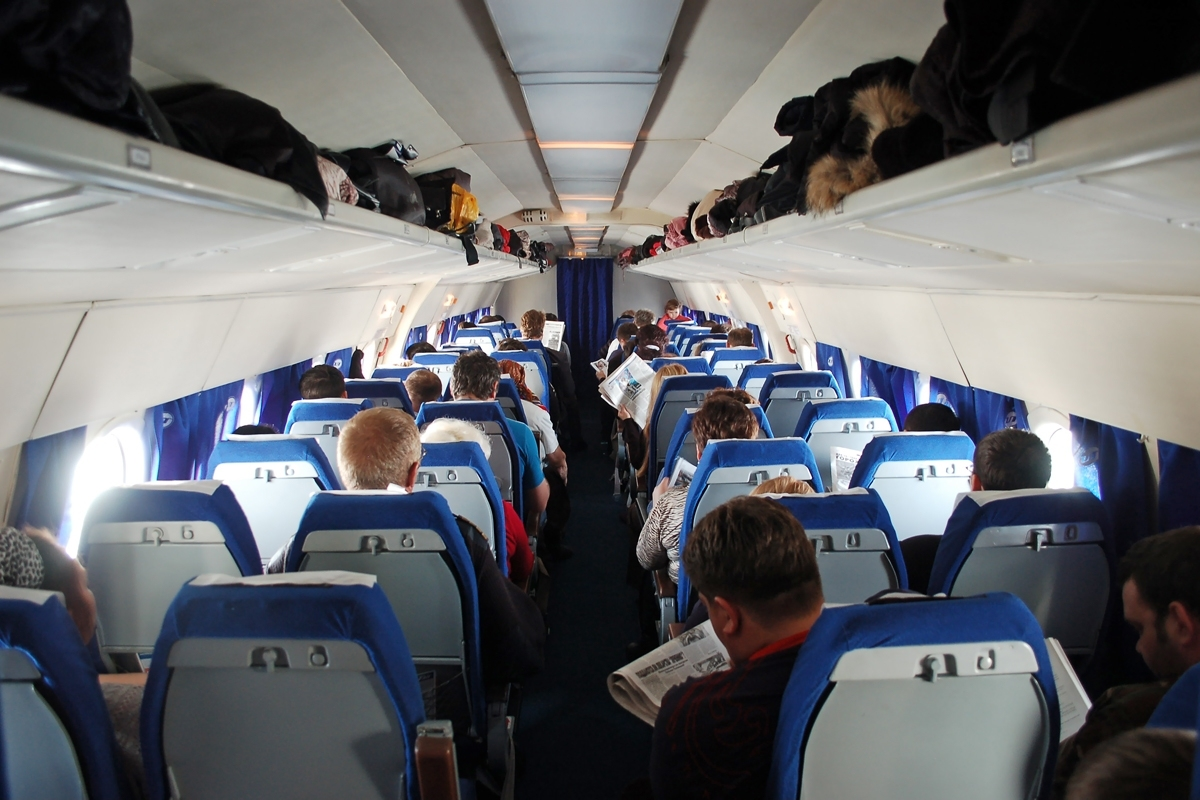
Kabina samolotu Tu-134A-3 linii UTair Aviation

Tu-134 (ros. Ту-134) – radziecki samolot pasażerski krótkiego i średniego zasięgu skonstruowany w biurze konstrukcyjnym Tupolewa, produkowany seryjnie w latach 1966–1984 przez Charkowskie Zakłady Lotnicze.

## Historia
W celu zastąpienia spartańskiego modelu Tu-124 techniczne biuro Tupolew zdecydowało się w roku 1963 na zaprojektowanie  dwusilnikowego odrzutowego samolotu komunikacyjnego nowej generacji, który miał być bardziej zbliżony do zachodnich standardów, szczególnie pod względem komfortu. Po modyfikacji spodziewano się osiągnięcia lepszej akceptacji na zagranicznych rynkach. 
Projekt, początkowo oznaczony jako Tu-124A, został przemianowany na Tu-134, gdy stało się jasne, że nowy samolot posiadać będzie jednak kilka całkowicie nowych, charakterystycznych elementów i znacząco będzie różnić się od poprzednika. Pierwszy próbny prototyp przedseryjny Tu-134 CCCP-65600 (00-02) z dwoma silnikami D-20P-125 Sołowiew został zaprezentowany 14 sierpnia 1965 r. W 1965 r. zostało złożonych 9 przedseryjnych samolotów przeznaczonych do badań w locie. Tupolew Tu-134 został wyposażony w usterzenie w układzie T, silniki umieszczone z tyłu po bokach kadłuba. Charakteryzował się płatem o dużym skosie (35 stopni) i ujemnym wzniosie. Duży skos gwarantował wysoką prędkość przelotową, natomiast w połączeniu z nierozbudowaną mechanizacją płata i dużym obciążeniem powierzchni płata wymuszał start i lądowanie przy dużej szybkości. Wymagało to korzystania z dosyć długiego (biorąc pod uwagę umiarkowaną wielkość samolotu) pasa startowego. W późniejszej wersji, oznaczonej jako Tu-134A, zastosowano odwracacz ciągu, co skróciło drogę hamowania samolotu. 
Służbę rozpoczął w roku 1967 na liniach lotniczych Aerofłot. Pierwsza wersja mieściła maksymalnie 72 pasażerów. Ostatnia wersja Tu-134B-3 mogła (dzięki dłuższemu kadłubowi) pomieścić 96 osób. Tu-134 okazał się udaną konstrukcją i był eksportowany do wielu krajów RWPG. W 1967 roku na zlecenie IKCSP (Inspektorat Kontroli Cywilnych Statków Powietrznych) oraz ówczesnej Centrali Handlu "Polserwis", Instytut Lotnictwa w Warszawie otrzymał zadanie przeprowadzenia oceny zgodności samolotu Tu-134 z przepisami brytyjskimi BCAR (British Civil Airworthiness Requirements) w celu wystawienia świadectw zdatności do użytkowania ich w krajach zachodnich. W owym czasie instytuty radzieckie nie miały takiej możliwości, gdyż ZSRR nie należał do Organizacji Międzynarodowego Lotnictwa Cywilnego ICAO (International Civil Aviation Organization). Prace odbywały się w Warszawie i Charkowie a prowadzone były przez mgr. inż. Tadeusza Chylińskiego.  
Samolot znany był z dosyć hałaśliwych silników, szczególnie podczas startu, jednak cecha ta była w tym czasie znana na przykładzie innych konstrukcji, np. Boeing 727 w wersji 100 czy 200 i wiązała się m.in. z małym stosunkiem przepływów zastosowanych dwuprzepływowych silników turboodrzutowych. Także wąskie przejście, spowodowane małą szerokością kadłuba, nie zapewniało wysokiego komfortu.

## Wersje
Produkowano różne wersje tego samolotu m.in.:
- Tu-134 – wersja podstawowa
- Tu-134A – wersja z kadłubem wydłużonym na 84 miejsca
- Tu-134A-3 – wersja z silnikami Sołowjowa D-30
- Tu-134A-3M – wersja VIP (z innym ustawieniem siedzeń)
- Tu-134B-3 – wersja z kadłubem wydłużonym na 96 miejsc
- Tu-134SCh – samolot specjalny
- Tu-134UBŁ – samolot wykorzystywany do szkoleń pilotów Tu-22M, Tu-95, Tu-160

Wersja Tu-134 wykorzystywana przez PLL LOT cechowała się krótszym kadłubem, przez co liczba miejsc była mniejsza (72). Później wykorzystywana była wersja Tu-134A (76 miejsc). Był to pierwszy turboodrzutowy samolot w PLL LOT. 

## Użytkownicy
Lista operatorów Tu-134 aktualna w dniu 14 grudnia 2020:

### Cywilni
- Korea Północna
  - Air Koryo
- Rosja
  - Kosmos Aviation Company
  - Roskosmos
  - SibNIA Airlines
- Syria
  - Syrian Air

### Wojskowi
- Kazachstan
  - Siły Powietrzne Republiki Kazachstanu
- Rosja
  - Marynarka Wojenna Federacji Rosyjskiej
  - Ministerstwo Spraw Wewnętrznych Federacji Rosyjskiej
  - Siły Powietrzne Federacji Rosyjskiej
- Ukraina
  - Siły Powietrzne Ukrainy

## Zachowane egzemplarze
Jeden Tu-134 wycofany ze służby w PLL LOT został przekazany Policji. W oryginalnych barwach, z zamalowanym logo PLL LOT na ogonie, stoi na policyjnym poligonie Biura Operacji Antyterrorystycznych KGP przy alejach Jerozolimskich na Szczęśliwicach w Warszawie, gdzie służy do szkolenia oddziałów antyterrorystycznych w odbijaniu zakładników z porwanego samolotu.
Drugi Tu-134 wycofany ze służby w PLL LOT został przekazany Muzeum Lotnictwa Polskiego w Krakowie. Znajduje się w pobliżu pasa startowego dawnego Lotniska Kraków-Rakowice-Czyżyny w miejscu o współrzędnych geograficznych 50°04′45,282″N 19°59′23,298″E/50,079245 19,989805.
Kolejny (Tu-134A o numerze rejestracyjnym SP-LHD), przekazano Lotniczym Zakładom Naukowym we Wrocławiu. Ustawiony na terenie szkoły, stał się atrakcją dla wrocławian i turystów. Miał służyć jako pomoc dydaktyczna dla uczniów miejscowego technikum o specjalizacji: technologia budowy osprzętu lotniczego i urządzeń pokładowych. Wobec decyzji lokalnych władz oświatowych o likwidacji techników we Wrocławiu, samolot został sprzedany i pocięty na złom. Jego charakterystyczną cechą był oszklony nos z miejscem dla nawigatora. Podobny egzemplarz znajduje się w Muzeum Lotnictwa Polskiego w Krakowie. Egzemplarz SP-LHE (Tu-134A w malowaniu używanym przez PLL LOT po 1977 roku), który znajdował się przez wiele lat niedaleko Portu Lotniczego im. W. Reymonta w Łodzi (Wystawa sprzętu lotniczego i wojskowego w Łodzi) został w 2017 roku wystawiony na sprzedaż.
Ostatnim cywilnym użytkownikiem pasażerskiej wersji samolotu w Rosji były linie Ałrosa, które wycofały samolot z użycia w 2019 roku. Ostatni rejs maszyna Tu-134B-3 o znakach RA-65693 wykonała 20 maja 2019 na trasie z Irkucka do Mirnego, przewożąc 70 osób. Wybudowany w 1980 roku samolot trafił na wystawę statyczną na lotnisku Nowosybirsk-Tołmaczowo, gdzie są już wystawione wycofane ze służby Tu-154 oraz Ił-86.
Tu-134A w barwach LOT zobaczyć można w Swarzewie koło Władysławowa oraz w Kaszubskim Parku Gigantów (Strysza Buda koło Mirachowa).

## Galeria

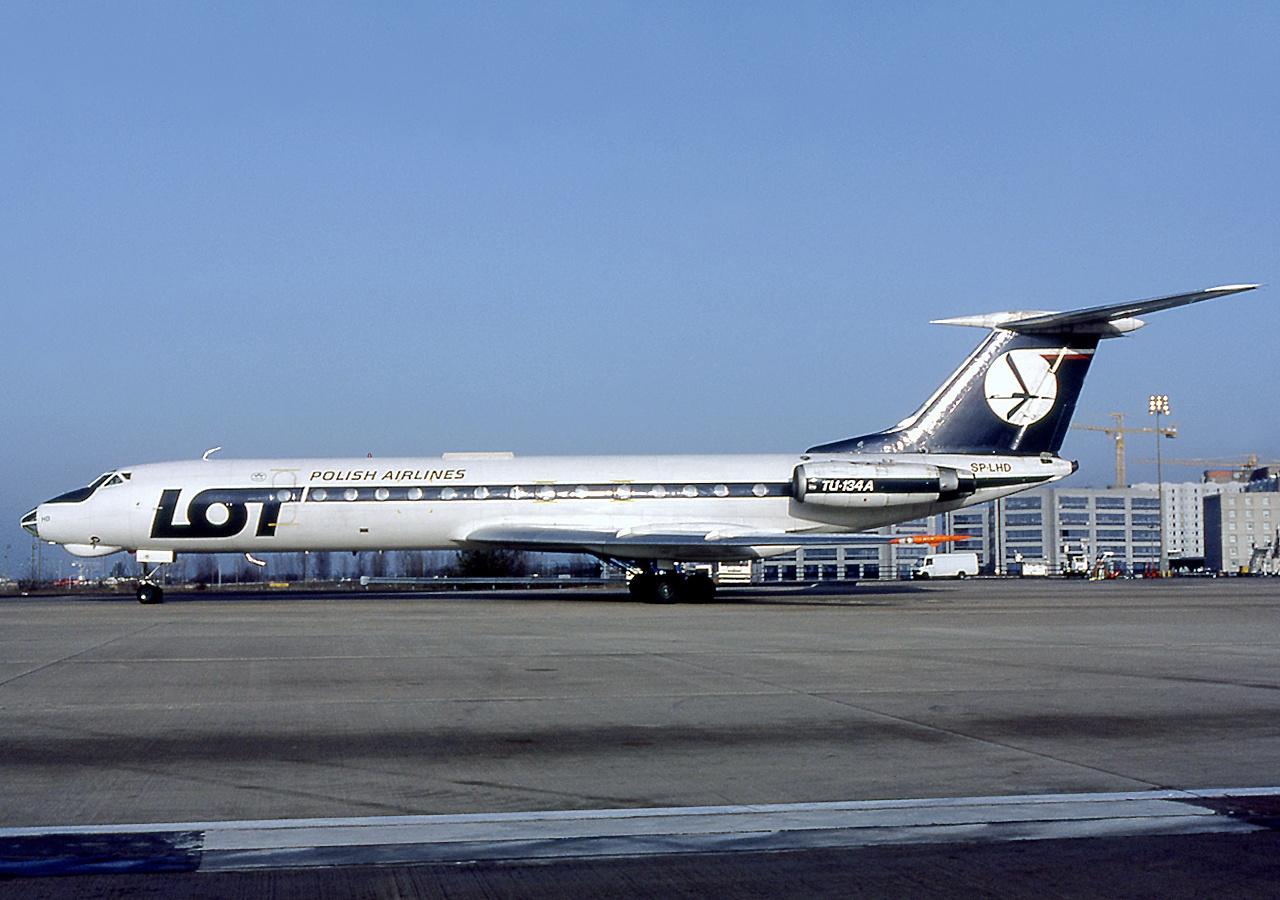
Tu-134A Polskich Linii Lotniczych LOT
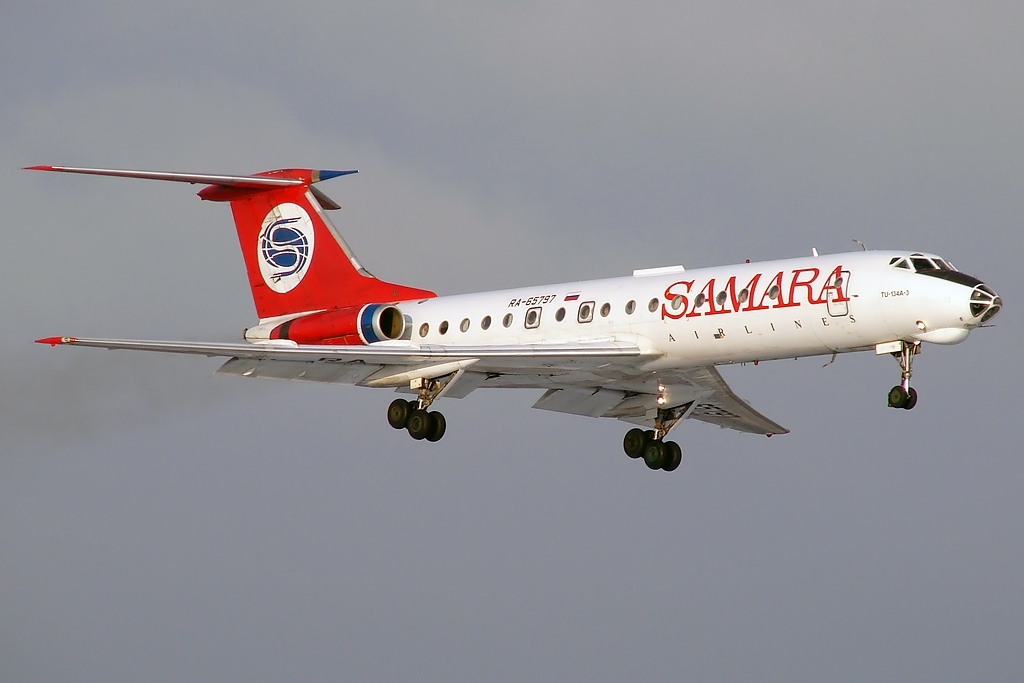
Tu-134A-3 linii Samara Airlines
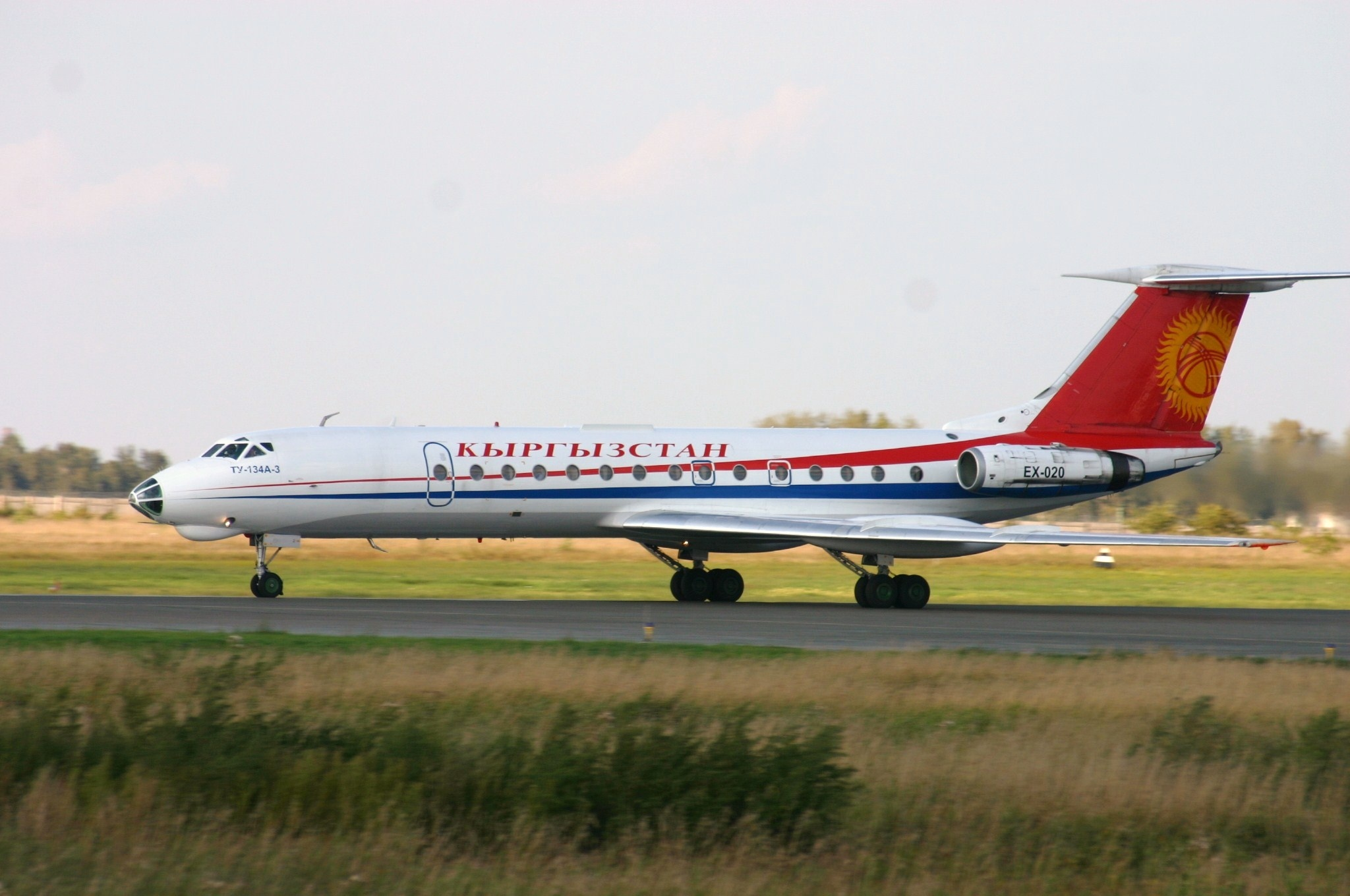
Tu-134A-3 linii Air Kyrgyzstan
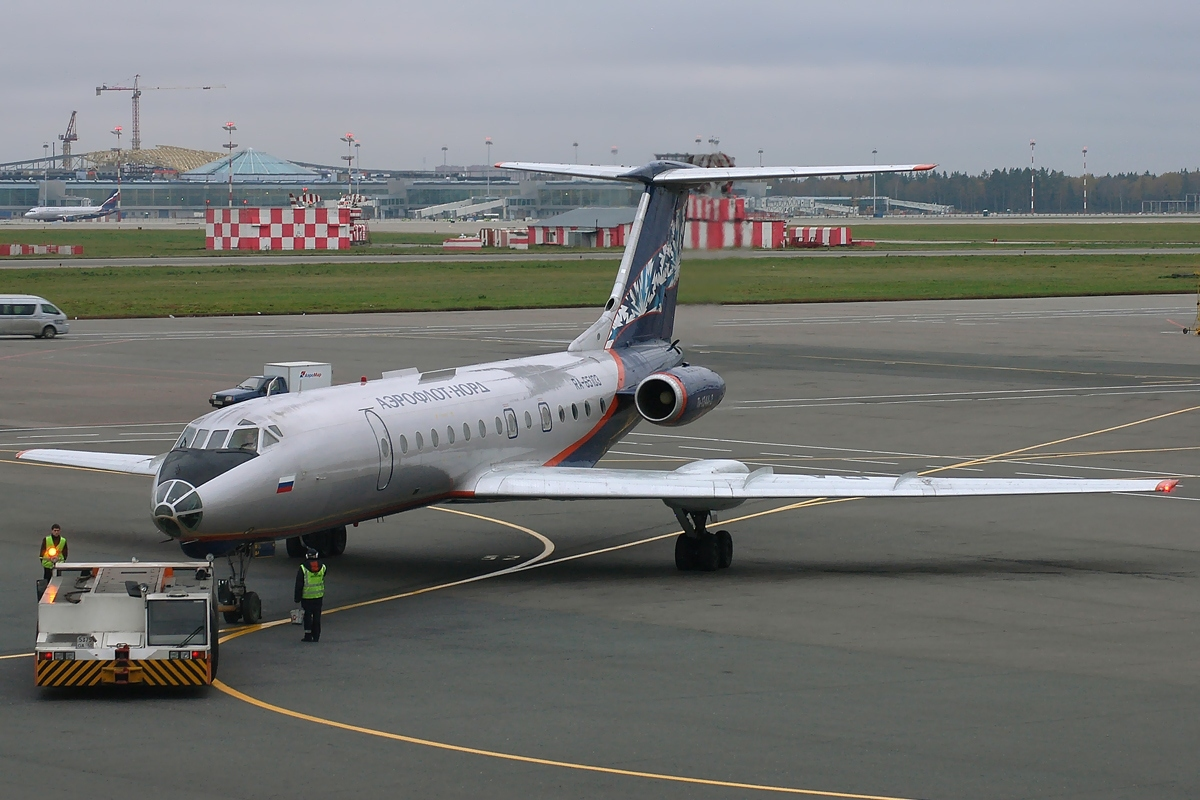
Tu-143A-3 linii Aerofłot-Nord
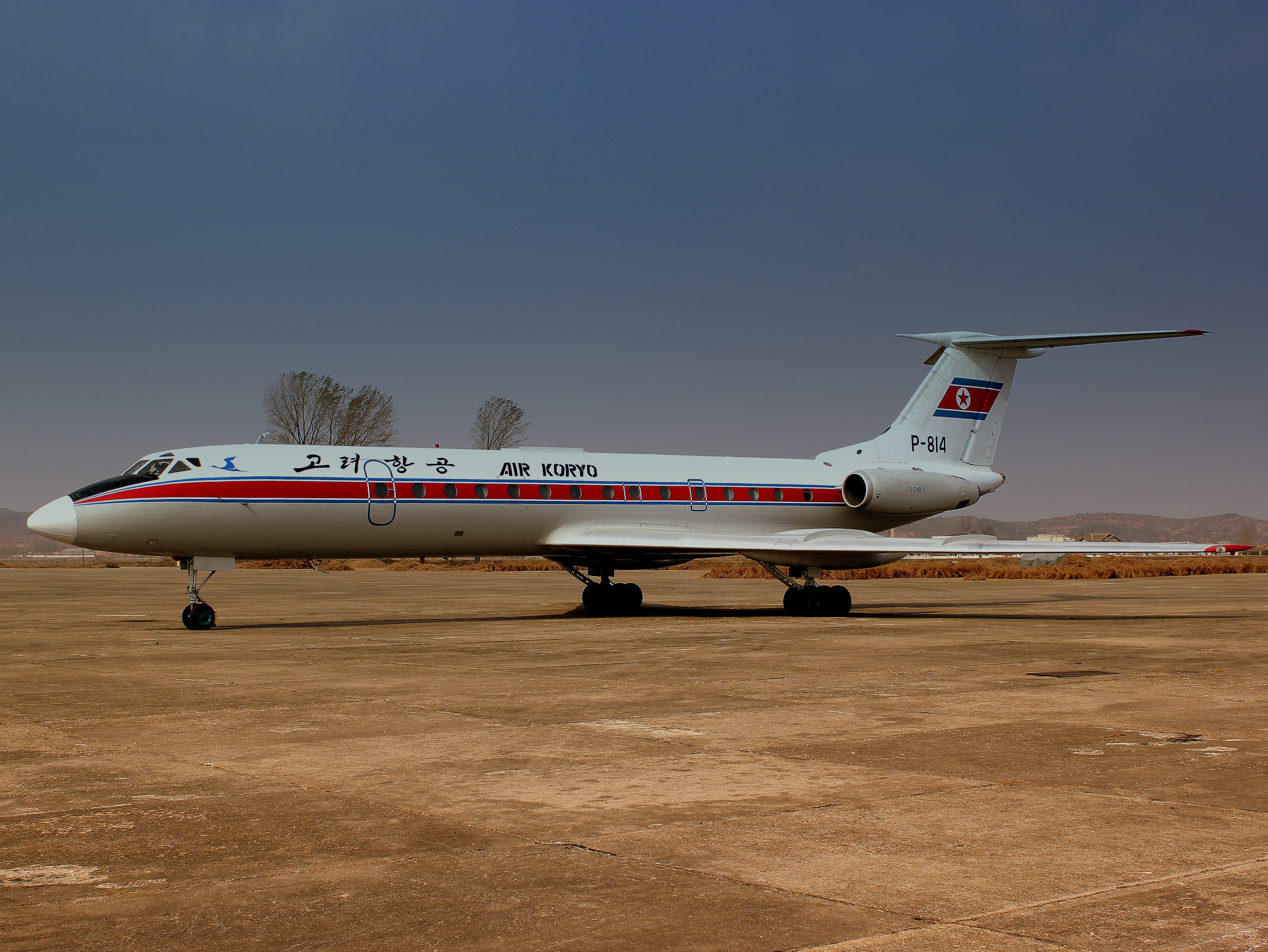
Tu-134B-3 linii Air Koryo
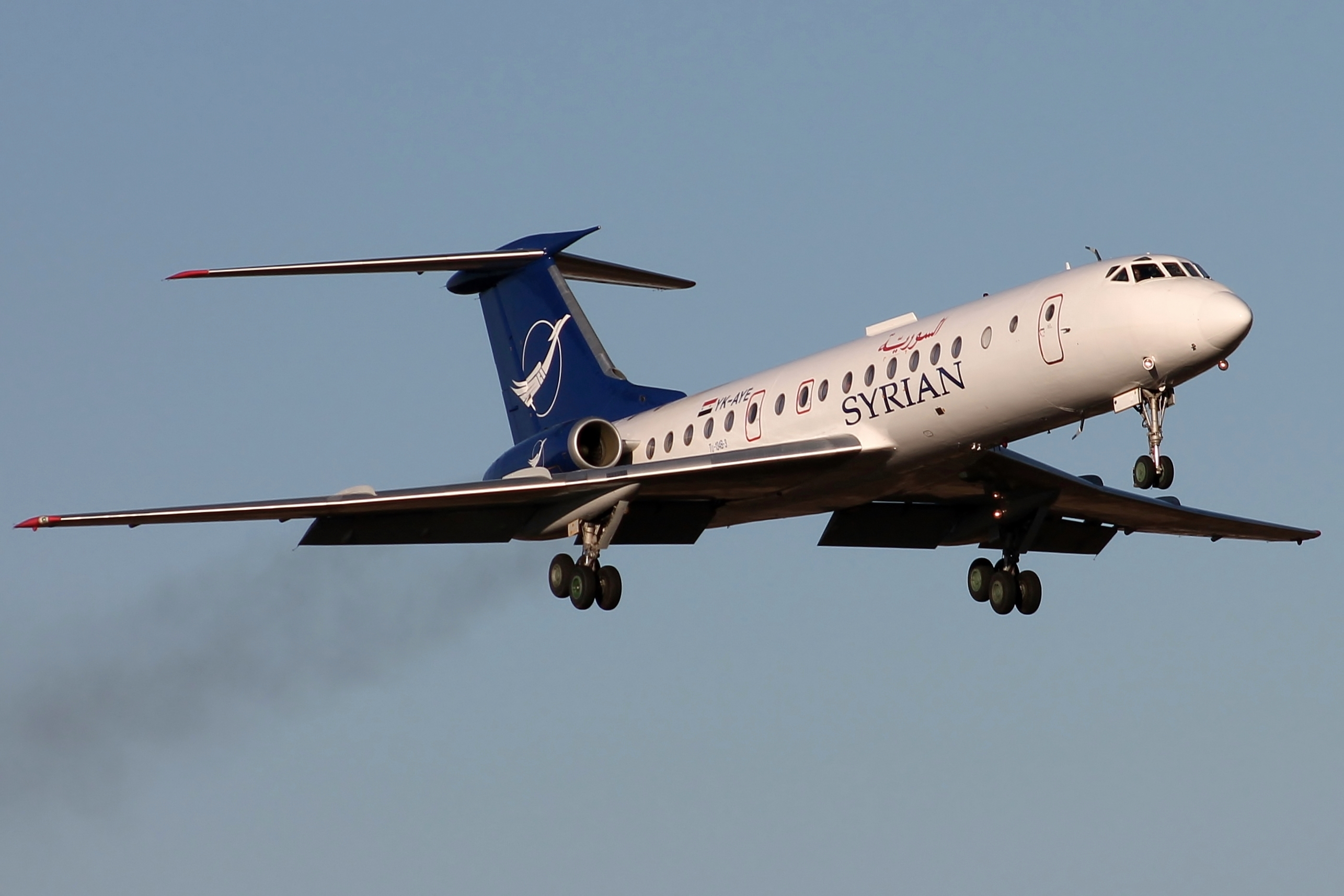
Tu-134B-3 w barwach linii Syrian Air
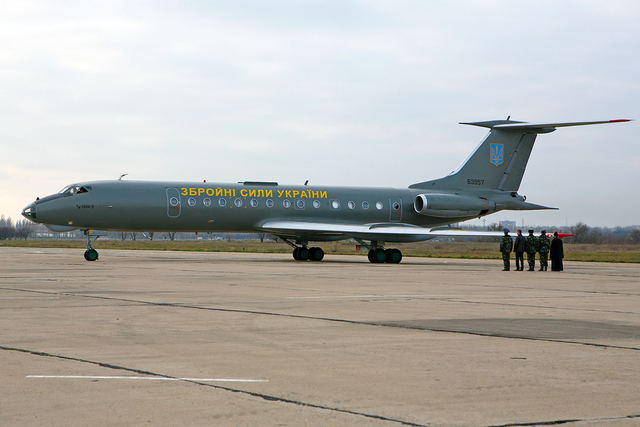
Tu-134AK Sił Powietrznych Ukrainy